# Provinz Tumbes

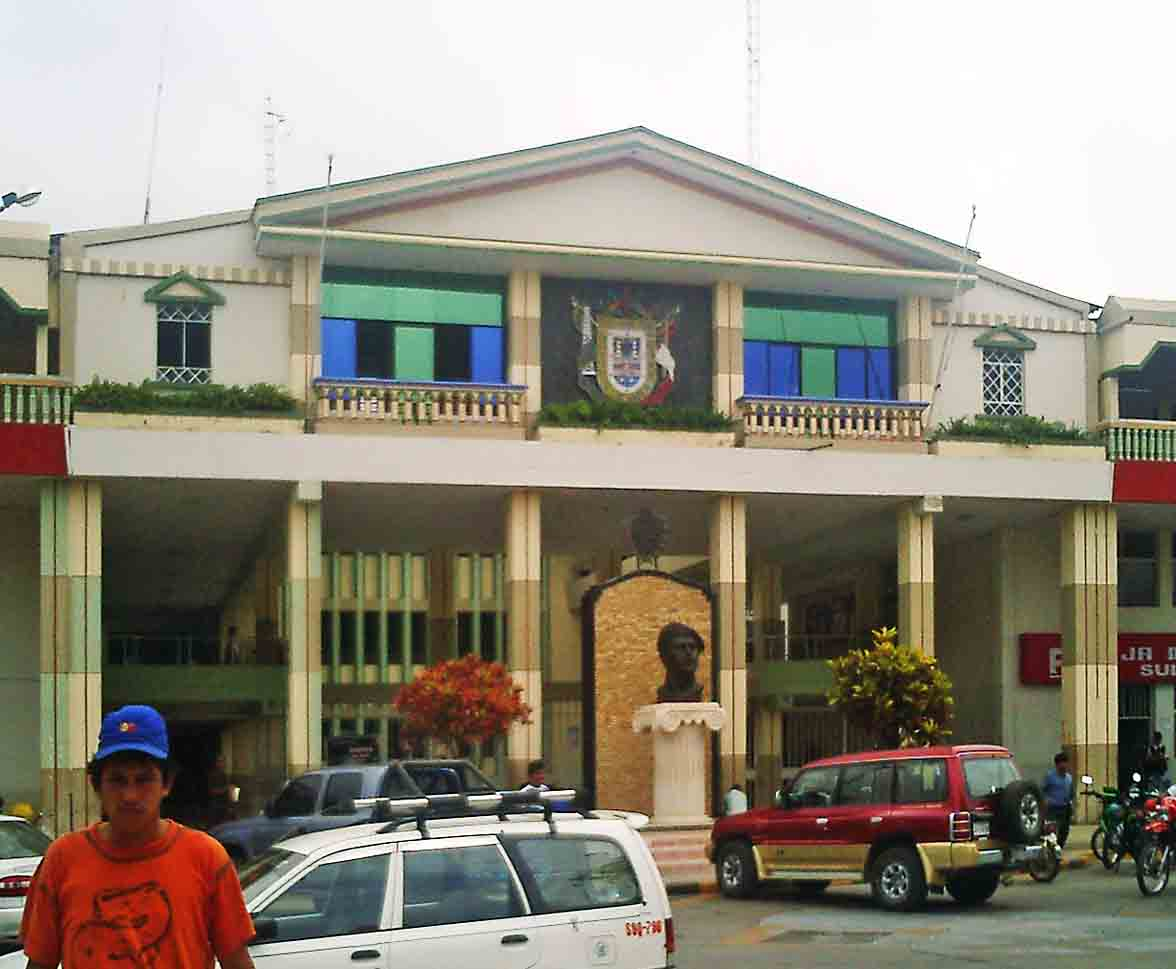
Stadtbezirksverwaltung von Tumbes

Die Provinz Tumbes ist eine von drei Provinzen der Region Tumbes an der Pazifikküste von Nord-Peru. Sie hat eine Fläche von 1800,85 km². Beim Zensus 2017 betrug die Einwohnerzahl 154.962. Im Jahr 1993 lag diese bei 115.406, im Jahr 2007 bei 142.338. Provinzhauptstadt ist Tumbes.

## Geographische Lage
Die Provinz Tumbes grenzt im Norden an den Pazifischen Ozean, im Osten an die Provinz Zarumilla, im Westen an die Provinz Contralmirante Villar und im Süden an die Provinz Talara (Region Piura) und an Ecuador.

## Verwaltungsgliederung
Die Provinz Tumbes gliedert sich in sechs Distrikte (Distritos). Der Distrikt Tumbes ist Sitz der Provinzverwaltung.
| Distrikt              | Verwaltungssitz        |
| --------------------- | ---------------------- |
| Corrales              | San Pedro de los Incas |
| La Cruz               | Caleta Cruz            |
| Pampas de Hospital    | Pampas de Hospital     |
| San Jacinto           | San Jacinto            |
| San Juan de la Virgen | San Juan de la Virgen  |
| Tumbes                | Tumbes                 |

## Feste
- Unbefleckte Empfängnis